# Dolejší rybník
Dolejší rybník este o arie protejată (arie specială de conservare — SAC, sit de importanță comunitară — SCI) din Republica Cehă întinsă pe o suprafață de 9,08 ha, integral pe uscat.

## Localizare
Centrul sitului Dolejší rybník este situat la coordonatele 49°25′55″N 13°49′23″E / 49.431944°N 13.823056°E.

## Înființare
Situl Dolejší rybník a fost declarat sit de importanță comunitară în aprilie 2005 pentru a proteja 1 specie de plante. Situl a fost protejat și ca arie specială de conservare în iulie 2012.

## Biodiversitate
Situată în ecoregiunea continentală, aria protejată nu include niciun habitat protejat.
La baza desemnării sitului se află o specie protejată de  plante: Hamatocaulis vernicosus.